# 余凱欣
余凱欣（葡萄牙語：Iu Hoi Ian, Natalie，？—），暱稱Nat，澳門女藝人，主要擔任模特兒及DJ（藝名DJ NAT）。

## 生平
余凱欣中學時期曾加入校內戲劇社，擔任幕後工作人員。高中時她陪同朋友一起參加模特兒比賽，受到業內人士注意，在報讀了一些短期培訓課程後，成為模特兒。後到臺灣升讀大學，畢業後回到澳門發展。
2019年她參加了亞洲模特兒大賽（Asia Model Awards），一說當時為星匯公傳媒體製作有限公司所屬模特兒，一說當時本有一份正職工作，獲邀參賽後，成為獨立發展的全職模特兒。
她亦活躍於社交媒體，擔任直播主。
因發現自己對電子音樂興趣濃厚，師從葉特恩（DJ IMK）學習，成為葉特恩創辦之低窪電音 (DIWA DJ Studio) 旗下DJ，期間亦學習了一些舞蹈技巧。
2022年，由葉特恩推薦報讀創志戲劇社的第四屆戲劇培訓班，並主演畢業作《露娜與露絲》。

## 個人生活
與女藝人梁洛郗為好友。

## 參演作品

### 舞臺劇
2022年：創志戲劇社《露娜與露絲》（飾露娜）

## 外部連結
- 余凱欣的Instagram帳戶
- 澳門演藝人協會之余凱欣介紹 （页面存档备份，存于）